# Gordonsville (Tennessee)
Pour les articles homonymes, voir Gordonsville.
La ville de Gordonsville est située dans le comté de Smith, dans l’État du Tennessee, aux États-Unis. Sa population s’élevait à 1 213 habitants lors du recensement de 2010, estimée à 1 209 habitants en 2016.

## Source
- (en) Cet article est partiellement ou en totalité issu de l’article de Wikipédia en anglais intitulé « Gordonsville, Tennessee » (voir la liste des auteurs).